# Khemmis
Khemmis (с англ. — «Хеммис») — американская дум-метал-группа, основанная в 2012 году. Участники группы характеризуют свой стиль как «doomed heavy metal».
Первые два студийных альбома Absolution и Hunted вышли на инди-лейбле 20 Buck Spin. Третий альбом Desolation и последовавший мини-альбом Doomed Heavy Metal были лицензированы лейблом Nuclear Blast для всех территорий, кроме Северной Америки, и выпущены совместно с 20 Buck Spin (только в Северной Америке). В ноябре 2021 года появился очередной альбом Deceiver, изданный на Nuclear Blast по всему миру. Все студийные альбомы группы попали в списки лучших альбомов по итогам года, по версиям различных публикаций.

## Характеристики
Стиль
Неторопливое, фуззовое, тяжелое и басовое звучание группы опирается на влияния из 1980-х, от Mercyful Fate и Sleep до Saint Vitus и The Obsessed, а также на сплав стоунера и дум-метала, оно занимает уникальную нишу в экстремальной музыке. Их дебютный альбом 2015 года сравнивали с Pallbearer и High on Fire. Nuclear Blast описывал первые два альбома следующим образом: «Они выходят за рамки традиционного дума, образуя элегантные, но драматичные треки, передающие их уникальное чувство меланхолии, граничащее с предчувствием беды».
Лирика
Основные темы: Потеря, Смерть, Горе, Раскаяние.
Дизайн обложек
Обложки альбомов сохраняют единый графический дизайн. На рисунках часто изображается старец с длинными белыми волосами.

## Наследие
Достижения
| Альбом (год)      | Публикация    | Страна | Награда                              | Ранг | Прим.  |
| ----------------- | ------------- | ------ | ------------------------------------ | ---- | ------ |
| Absolution (2015) | Decibel       | США    | «Top 40 Albums of 2015»              | 9    | [ 4 ]  |
| Absolution (2015) | Pitchfork     | США    | «The Best Metal Albums of 2015»      | 5    | [ 5 ]  |
| Hunted (2016)     | Rolling Stone | США    | «20 best metal albums of 2016»       | 11   | [ 6 ]  |
| Hunted (2016)     | Decibel       | США    | «Top 40 Albums of 2016»              | 1    | [ 7 ]  |
| Hunted (2016)     | PopMatters    | США    | «Best Metal of 2016»                 | 7    | [ 8 ]  |
| Hunted (2016)     | Consequence   | США    | «Top 10 Metal Albums of 2016»        | 6    | [ 9 ]  |
| Desolation (2018) | Decibel       | США    | «Top 40 Albums of 2018»              | 9    | [ 10 ] |
| Desolation (2018) | Consequence   | США    | «Top 25 Metal + Rock Albums of 2018» | 12   | [ 11 ] |
| Deceiver (2021)   | Decibel       | США    | «Top 40 Albums of 2021»              | 2    | [ 12 ] |

## Состав
Текущий состав
- Zach Coleman — ударные (2012–настоящее время)
- Phil Pendergast — гитара, вокал (2012–настоящее время)
- Ben Hutcherson — гитара, вокал (2012–настоящее время)
- David Small — бас (с 2022 года; участник живых выступлений в 2021–2022)

Бывшие участники
- Daniel Beiers — бас (2012–2020)

## Дискография
Альбомы
- 2015 — Absolution
- 2016 — Hunted
- 2018 — Desolation
- 2021 — Deceiver

Мини-альбомы
- 2013 — Khemmis
- 2020 — Doomed Heavy Metal
- 2020 — More Songs About Death Vol. 1

Прочее
- 2017 — Fraught with Peril (сплит с группой Spirit Adrift)